# TeSL甲組電競聯賽
TeSL甲組電競聯賽（Tt eSports Amateur League，簡稱甲組電競聯賽）為《台灣電子競技聯盟》所主辦的業餘電子競技聯賽。於2010年3月開始第一個賽季。目前的比賽項目有《SF Online》、《跑跑卡丁車》、《BBO全民打棒球》三個項目。甲組電競聯賽除禁止職業電競選手（例如：台灣電競聯盟所屬四支職業電競隊的所有成員）參賽外，還有冠亞軍休賽等特殊規定。由於選手每次參賽均需報名通過方可參加，故每次賽事之參賽人員都有所不同。現已停賽，改以各隊伍個別參加比賽項目，且已將之前所訂定之禁止職業電競選手參賽以及冠亞軍休賽等特殊規定更改成"只要是電競選手都可參賽"。

## 歷史沿革
- 2009年9月：聯盟宣布開辦甲組聯賽。
- 2010年2月27日：舉行示範賽。
- 2010年3月：開始第一年賽季，首波入選之比賽項目為《SF Online》、 《跑跑卡丁車》、 《CS Online》，第一個甲組周冠軍由SF團隊《B‧Stones》獲得。
- 2010年7月：增加《魔獸世界》為甲組第四個比賽項目。[1]
- 2010年7-8月：《億泰利》與台灣電競聯盟合作，於北中南三地分別舉行短期的《光速電競盃》，為旗下遊戲《光速城市》的電競比賽。但尚未成為甲組正式的例行電競項目。
- 2010年11月11日：《星海爭霸II》成為甲組聯賽的正式電競項目。
- 2010年11月15日：《星海爭霸II》職業選秀賽開幕。
- 2011年4月25日：開始二年賽季。
- 2011年5月15日：與戰谷合作，舉行《AVA戰地之王2011 春季錦標賽》。
- 2011年5月20日：《鬥塔爭霸Online》成為甲組聯賽的正式電競項目。
- 2011年11月15日：《全民打棒球》成為甲組聯賽的正式電競項目。[2]
- 2012年9月15日：2012-2013甲組聯賽改由GX GAMING贊助甲組聯賽[3]
- 2012年10月10日：這季甲組聯賽會在各區比賽結束之後，即會進行一次「月冠軍賽」。[4]
- 2013年2月：增加《CF穿越火線》比賽項目。[5]
- 2013年3月7日：公布本季賽程時間，並將跑跑卡丁車改為三對三團體賽制。[5]
- 2014年6月，因應台灣電子競技聯盟的跑跑卡丁車等多個比賽項目更改為單人賽制，TeSL甲組也同步跟進，並在2016年後宣布開放各隊伍個別參加聯賽，無限期停辦官辦聯賽，並開始讓電競進軍校園，如政治大學電競社、三民高中電競社、莊敬高職電競班等。

## 比賽隊伍
1. 已解散的隊伍(大部分隊伍已轉個別參加聯賽代替解散):氣氣氣氣氣(2019成立，於2019年跑跑卡丁車世界盃選拔賽兵敗台北，宣布解散)
2. 轉個別參加聯賽的隊伍:橘子熊、HL帥氣獅、DB戰隊、B‧Stones
3. 現存隊伍:

## 比賽地點
甲組比賽分為北區（台北）、中區（台中）和南區（高雄）三大區域，比賽以「北區、中區、北區、南區」輪流在這三區進行，比賽地點大多為固定的店家，但有時會改變為其他的地點。甚至是因政府的政策之故，被迫更換地點的事情發生。此外，地點之選擇也受到當地設備以及交通因素之影響，夠資格的店家才能做為甲組比賽場地。
例行賽事於特約的網咖舉行，而重大的比賽（如季冠軍賽）則移師到大型場地進行。

### 各區比賽場地
- 北區：
  - 台北市《台灣電子競技聯盟總部》（SF、跑跑、星海爭霸Ⅱ選秀賽）
  - 台北市《哈哈活力站-民生店》（A.V.A.）

- 中區：
  - 台中市《1314網路國際會館》（SF、跑跑、A.V.A.）

- 南區：
  - 高雄市《台灣網-重義店》（SF、A.V.A.）
  - 高雄市《台灣網-裕誠店》（跑跑）

## 賽事規則概要
- 以下規章引用自甲組電競聯賽官方網站。

### SF Online
- 5對5團體賽，搶六制
- 第五局結束後攻守交換，第十局結束後若平手則擲幣進行第11回合攻守決定。
- 每隊最多只能有一名狙擊手
- 比賽地圖限定為「澎湖外島、導彈、沙漠陣地、神經毒氣、衛星、命運交叉道、火車、阿富汗」
- 亡命之徒、RGD、Desperado、鹿角、掠奪武器等道具禁止使用
- 當週參賽隊伍出席8強賽得三分，晉級至四強賽再得四分，晉級至冠軍賽再得七分，冠軍隊再得十一分

### 跑跑卡丁車
- 個人競速賽，每輪同時８人上場．以累計積分較高者勝．
- 32強及16強皆採用5回合賽道績分制，分別取績分前4名者進晉下一輪賽事，6強決賽時採用7回合賽道績分制，以7張地圖績分總合取出前8名之名次。
- 比賽地圖限定為「黃金文明之黃金坐標、月光 水城、冰河 破碎的冰山、礦山 曲折滑坡、冰河 冰山滑雪場、城鎮 高速公路、沙漠 旋轉工地、森林 髮夾彎、[反方向]海盜 懸崖上的決鬥、海盜 海盜的密寶、童話 奇幻世界之門、太空 戰鬥飛行場、城鎮 天下第一關」(2011年甲組聯賽新增礦山 奪魂軌道、太空 蜿蜒跑道、城堡 隱藏的密室、墓園 魔王的邀請四張賽道。)[7]，順序於賽前由裁判執行抽籤程序決定。
- 禁止裝備「氣球類、寵物、蠟筆」道具。
- 採單淘汰積分賽制，積分算法為當週參賽者出席24強賽得一分，晉級至八強賽再得兩分，晉級至四強賽再得四分，晉級至冠軍賽再得七分，冠軍隊再得11分、亞軍再得7分

### CS Online
- 5對5團體賽，搶六制
- 起始金額為7500塊，單場回合為2分鐘，每場賽事第5回合結束後進行一次攻守交換。
- 比賽地圖為 『沙漠遺跡(Dust2)』『核武風暴(Nuke)』『城市煉獄(Inferno)』『驚爆列車(Train)』。
- 比賽伺服器為:『一般伺服器』，比賽模式為:『一般』。
- 禁止使用盾牌、閃光彈BUG、無聲C4、滾輪無聲小跳、任何地圖之BUG。
- 每回合單人僅能購買１顆手榴彈、２顆閃光彈以及１顆煙霧彈。
- 當週參賽隊伍出席8強賽得三分，晉級至四強賽再得四分，晉級至冠軍賽再得七分，冠軍隊再得十一分

### 魔獸世界
- 3對3團體賽，搶三制。單場回合20分鐘，如時間結束前尚未分出勝負，則以兩隊總傷害量判定單回合勝負。
- 賽制為5隊循環賽，每支隊伍皆與其他隊伍個打過一回合後，比較總戰績分出排名，總戰績相同則比較小比分敗場較少者勝出，若相同再比較隊伍間之勝敗關係，若仍無法分出勝負則重賽之。
- 比賽地圖為隨機
- 當週參賽隊伍冠軍可獲得積分25分、亞軍14分、晉級四強7分及第五名獲得3分。

### A.V.A戰地之王

#### 戰車組
- 比賽分為上下半場各15分鐘，雙方各擔任一次EU及NRF，戰車推進距離較多者勝；如雙方皆成功推進至終點，則以花費時間較少者獲勝。
- 比賽地圖：十字烈焰、湮滅巷戰、風暴突擊。
- 對戰地圖將於比賽前，由裁判召集兩隊隊長，於地圖籤桶中抽出。
- 比賽中如遇有斷線之情況，可由裁判將比賽暫停，等待選手重新連線至遊戲。斷線選手不得做變更設定之動作，需立即重啟遊戲後，重新連線至遊戲。
- 比賽中如發生結果接近之情況，且發生爭議 (如：雙方戰車推進距離相當接近)，則以系統判定為主。
- 禁用槍枝：AK47 RMK、M4A1 RMK、FN-F2000

#### 爆破組
- 比賽模式為13回合搶7制，回合時間3分鐘，每場賽事第6回合結束後進行一次攻守交換，若第12回合結束後比分相同，第13回合不進行攻守交換繼續進行比賽。先取得7回合者獲勝。
- 比賽地圖：獵狐行動、沉默禁地、雙重火網、重鎚強擊、核武風暴、生化危機。
- 網咖賽對戰地圖將於比賽前，由裁判召集兩隊隊長，於地圖籤桶中抽出。
- 比賽中如遇有斷線之情況，若該回合遊戲時間已超過30秒或已有KD之紀錄發生，則該回合繼續並於回合結束後暫停遊戲，等待選手重新連線至遊戲。若該回合未超過30秒且未有KD紀錄發生，則直接暫停遊戲，等待選手重新連線至遊戲。
- 比賽中如發生結果接近之情況，且發生爭議(如：拆掉炸彈時，炸彈也時間到引爆)，則以系統判定為主。
- 禁用槍枝：AK47 RMK、M4A1 RMK、FN-F2000、SAIGA 12、SPAS-15。
- 選手死亡後禁止交談、打字，雙手需離開滑鼠鍵盤。
- 每半場回合結束後，禁止打字，雙手需離開滑鼠鍵盤。

### 全民打棒球
- 比賽頻道統一為『自由頻道』，比賽球場為「隨機球場」，難易度為職業二軍水準。比賽前雙方隊長集合至裁判前，擲硬幣決定先攻方。
- 比賽模式為非魔法模式九局比賽，採用DH制，變更守備為一局制。
- 採3v3方式進行比賽，一隊比賽人員為3人；如遇斷線、lag等因素造成人數不到3人，則優勢方(分數領先者)決定是否繼續或重賽。如為平手狀態，則紀錄已進行完成之比分、局數，並重開進行剩餘賽事。甲組預賽比賽時，如九局打完為平手狀態，則延長一局；如十局打完仍未分出勝負，則以安打數多寡分勝負。(在總決賽時沒延長賽，但在四強賽之後若平手最多只延長五局，若還是平手以安打數多寡來分勝負)。
- 預賽為單淘汰賽制，總決賽為分四小組循環 (各三隊)，各組取出第一名進行四強準決賽，四強採交叉賽 (A組vs D組，B組vs C組)。冠軍賽為bo3 (三戰兩勝制)。
- 決賽之小組賽採積分制，勝隊得3分，輸隊得0分，和局則各得1分。分數最高之第一名晉級四強。
- 每局僅能暫停一次 (攻守方各一次機會，攻方雖為三人輪流打，但只要有其中一人使用，該局就不能再用)，超過一次則警告，再一次則判負 。

## 歷屆季冠軍
- 各季冠軍部分可參照Taiwan open台灣電子競技公開賽的條目

## 名稱變遷
| 時間              | 賽事名稱                  | 贊助商     |
| ----------------- | ------------------------- | ---------- |
| 電競三年~電競五年 | Tt eSports Amateur League | Tt eSPORTS |
| 電競六年          | GX GAMING Amateur League  | GX GAMING  |